# Marcos Paulo (futebolista)
Marcos Paulo Ramos da Silva mais conhecido como Marcos Paulo (Florianópolis, 4 de fevereiro de 1990), é um ex-futebolista brasileiro que atuava como volante.

## Carreira
Iniciou sua carreira desportiva nas categorias de base do Avaí, permanecendo de 2006 a 2009. Em 2008, foi integrado ao grupo profissional do clube onde disputou, com o Avaí B, a Copa Santa Catarina. Ainda participou, como titular, do último jogo do Campeonato Brasileiro da Série B de 2008, ano em que o Avaí conquistou a vaga para a Série A de 2009.
Marcos Paulo participou da melhor campanha da história do Avaí na Copa São Paulo de Futebol Júnior. Foi em 2009, quando o time chegou às semifinais, sendo desclassificado pelo Corinthians, (que foi o campeão daquele ano) nos pênaltis.
Ainda em 2009 teve uma rápida passagem pelo Iguaçu, quando despertou o interesse do Coritiba, para onde seguiu por empréstimo para atuar nas categorias de base. Em fevereiro de 2010, assinou um contrato definitivo de 5 anos com o Coxa e seguiu para o time principal.
Na segunda metade de 2011, Marcos Paulo chegou a ser anunciado como reforço da Ponte Preta para a disputa da Série B do Campeonato Brasileiro, mas acabou mesmo indo disputar a Série A pelo Avaí, clube que o revelou para o futebol.
Sua reestreia pelo Leão da Ilha foi no dia 27 de julho, no jogo em que o Avaí perdeu para o Botafogo por 2 a 1 no Engenhão pelo Campeonato Brasileiro. Após apenas 6 jogos disputados e nenhum gol marcado, Marcos Paulo amargou junto com o Avaí o rebaixamento do Campeonato Brasileiro e foi liberado um dia após o último jogo do time.
Em 2012, acertou com o Goiás.
Em dezembro de 2012, acertou com o Náutico para a temporada 2013.
Após isso, em 2014, atuou pelo Bragantino.
Após acumular muitos empréstimo, Marcos Paulo não teve seu contrato renovado com o Coxa, e acertou, por 1 ano, com o Paraná.

## Títulos
Coritiba
- Campeonato Brasileiro - Série B: 2010[8]
- Campeonato Paranaense: 2011

Goiás
- Campeonato Goiano: 2012
- Campeonato Brasileiro - Série B: 2012